# انقلاب أمامي للرحم
الانقلاب الأمامي للرحم من حيث هي التشريحية التكميلية للموقع، يصف مدى البنية التشريحية للرحم بسبب استدارته إلى الأمام (بالإنجليزية: Anteversion)‏ (نحو الجزء الأمامي من الجسم) أو إلى الوراء (بالإنجليزية: Retroversion)‏ (نحو الجزء الخلفي من الجسم) على التوالي، بالنسبة لبعض الموقف مسند.